# أيرا لويس
أيرا لويس (بالإنجليزية: Ira Lewis) هو كاتب سيناريو وكاتب مسرحي وممثل أمريكي، ولد في 27 أغسطس 1932 في الولايات المتحدة، وتوفي بنفس المكان في 4 أبريل 2015 بسبب قصور القلب.

## أعمال

### أفلام
- (1959) دي بروكه

## وصلات خارجية
- أيرا لويس على موقع IMDb (الإنجليزية)
- أيرا لويس على موقع ألو سيني (الفرنسية)
- أيرا لويس على موقع ميوزك برينز (الإنجليزية)
- أيرا لويس على موقع أول موفي (الإنجليزية)
- أيرا لويس على موقع قاعدة بيانات برودواي على الإنترنت (الإنجليزية)
- أيرا لويس على موقع قاعدة بيانات الأفلام السويدية (السويدية)
- أيرا لويس على موقع ديسكوغز (الإنجليزية)
- أيرا لويس على موقع قاعدة بيانات الفيلم (الإنجليزية)
- أيرا لويس على موقع كينوبويسك (الروسية)